# Juan Aguilera (futebolista)
Juan Aguilera (datas de nascimento e morte desconhecidas) foi um futebolista chileno que atuava como atacante. Ele competiu na Copa do Mundo de 1930, sediada no Uruguai.